# Asesinato de Pamela Mastropietro
El asesinato de Pamela Mastropietro fue un crimen ocurrido en Macerata, Italia, el 30 de enero de 2018. El asesinato provocó indignación pública, ira y un sentimiento antiinmigrante en dicha ciudad italiana.

## Pamela Mastropietro
Pamela Mastropietro había nacido en Roma, en el barrio de San Giovanni, el 23 de agosto de 1999.
La joven padecía trastorno límite de la personalidad (TLP) y, debido a su patología, había desarrollado una drogodependencia que hacía que fuera consumidora habitual de drogas desde los 14 años; al parecer, después de haber iniciado una relación sentimental, luego malograda. También abusaba del alcohol desde los 12 años. El 18 de octubre de 2017, con 18 años, se trasladó a un centro de tratamiento de toxicodependencias en Corridonia en la provincia de Macerata.

## El asesinato
El 29 de enero de 2018 Pamela abandonó voluntariamente el centro de tratamiento, posiblemente después de haber tenido un desencuentro con un monitor. Una vez en el exterior, haciendo autostop se dirigió a la estación ferroviaria de Piediripa en Macerata con la intención de ir a Roma. Sin embargo, llegó tarde y el tren ya había partido. Esa noche la pasó en Macerata en la  casa de un taxista a quien acababa de conocer y al día siguiente se dirigió a los «jardines Diaz», desde donde salían los autobuses para Roma-Tiburtina, pero también lugar de menudeo de droga en Macerata, donde compró una dosis pagando con una cadenita de oro que le había regalado su madre.
En este lugar conoció a Innocent Oseghale, nigeriano de 30 años, dedicado a la venta de droga, quien la habría convencido para que subiese a su apartamento.

## Investigación
Entre los días 30 y 31 de enero de 2018, un viandante observó dos maletas abandonadas en una pequeña zanja no muy lejos de la puerta de entrada de una finca en via de la industria, entre Casette Verdini y Pollenza, a pocos kilómetros de Macerata. En el interior de las maletas se encontraba el cuerpo descuartizado de Pamela Mastropietro. 
Poco después, la policía italiana informó de que había hallado su ropa ensangrentada en la casa de Innocent Oseghale.  Oseghale, con antecedentes policiales por tráfico de drogas, fue arrestado poco después de que se hallara el cuerpo, acusado de asesinato, vilipendio, destrucción y ocultamiento de cadáver.
La causa exacta de su muerte no se conoció hasta mediado el mes de febrero de 2018.

Durante la investigación, la policía arrestó también a Desmond Lucky y Lucky Awelima, amigos del acusado, como presuntos colaboradores del asesinato. En junio de 2018, el juez de paz de Macerata, Giovanni Maria Manzoni, revocó la prisión contra Awelima y  Lucky por asesinato, pero permanecieron detenidos por tráfico de heroína.

## El proceso
Durante el juicio, en abril de 2019, Innocent Oseghale negó haber asesinado a Mastropietro y acusó a Desmond Lucky de haber proporcionado heroína a la joven antes de su muerte. 
La auptosia había determinado que Pamela fue violada y posteriormente asesinada con dos puñaladas en el hígado. Después, el cadáver se lavó con lejía para eliminar restos orgánicos comprometedores y, finalmente, descuartizado y ocultado. Oseghale, sin embargo, aunque aceptó haber desmembrado a la víctima, negó siempre haberla asesinado, declarando que su muerte se produjo por una sobredosis de heroína. Esta última hipótesis quedó descartada en la segunda autopsia realizada al cadáver que determinó que antes de morir o fue golpeada en la cabeza con un objeto contundente o cayó golpeándose en la cabeza, y posteriormente le inyectaron heroína por vía venosa para simular una sobredosis. Posteriormente, recibió dos cuchilladas en la base del tórax que le alcanzaron el hígado.
El proceso finalizó con la condena del acusado por el jurado popular a cadena perpetua y a 18 meses de aislamiento, confirmada el 16 de octubre de 2020 por las instancias superiores de Ancona en la fase de apelación.